# Спрінггілл Тауншип (округ Грін, Пенсільванія)
Спрінггілл Тауншип (англ. Springhill Township) — селище (англ. township) в США, в окрузі Грін штату Пенсільванія. Населення — 319 осіб (2020).

## Демографія
Згідно з переписом 2010 року, у селищі мешкало 349 осіб у 159 домогосподарствах у складі 98 родин. Було 208 помешкань
Расовий склад населення:
| - 99,7 % — білих |

До двох чи більше рас належало 0,3 %. Частка іспаномовних становила 0,0 % від усіх жителів.
За віковим діапазоном населення розподілялося таким чином: 16,9 % — особи молодші 18 років, 64,8 % — особи у віці 18—64 років, 18,3 % — особи у віці 65 років та старші. Медіана віку мешканця становила 46,5 року. На 100 осіб жіночої статі у селищі припадало 90,7 чоловіків;  на 100 жінок у віці від 18 років та старших — 98,6 чоловіків також старших 18 років.
Середній дохід на одне домашнє господарство  становив 43 272 долари США (медіана — 27 045), а середній дохід на одну сім'ю — 54 419 доларів (медіана — 36 250). За межею бідності перебувало 26,2 % осіб, у тому числі 25,0 % дітей у віці до 18 років та 19,3 % осіб у віці 65 років та старших.
Цивільне працевлаштоване населення становило 85 осіб. Основні галузі зайнятості: освіта, охорона здоров'я та соціальна допомога — 24,7 %, науковці, спеціалісти, менеджери — 11,8 %, будівництво — 11,8 %.